# 牛圈子沟镇
牛圈子沟镇，是中华人民共和国河北省承德市双桥区下辖的一个乡镇级行政单位。

## 行政区划
牛圈子沟镇下辖以下地区：
园林社区、小南沟社区、半壁山社区、牛圈子沟社区、下二道河子社区、红石峦社区、新园社区、南菜园子村、牛圈子沟村、石洞子沟村、碾子沟村、平房村、下河套村、下二道河子村、红石峦村、马架子村、水泉村、桲椤树村和蛤蟆石村。